# 多壁连
多壁连，为一种广东潮汕地区的民居聚落文化形式。

## 特征
其特征是由多座“四点金”并排排列而成。中间一座一般为祠堂，当地认为这样才能压地气。
中间大，两旁并列两座小一点的“四点金”，三座相连的，称为“三壁连”。两旁并列两座“四点金”，五座相连的，称为“五壁连”。最多可达“七壁连”。

## 代表
- 广东汕头市陇田东里寨，是一个典型的“七壁连”